# Маркотхский хребет
Марко́тхский хребе́т или Марко́тх (адыг. Мэркӏотх — ожиновый хребет) — горный хребет в северо-западной части Большого Кавказа, проходящий параллельно и южнее Главного Кавказского хребта. Таким образом, относительно акватории Чёрного моря Маркотх является хребтом второй линии (на первой линии параллельно ему тянется невысокий хребет Туапхат). В понижении между двумя хребтами проложена трасса Кабардинка—Геленджик.

## География

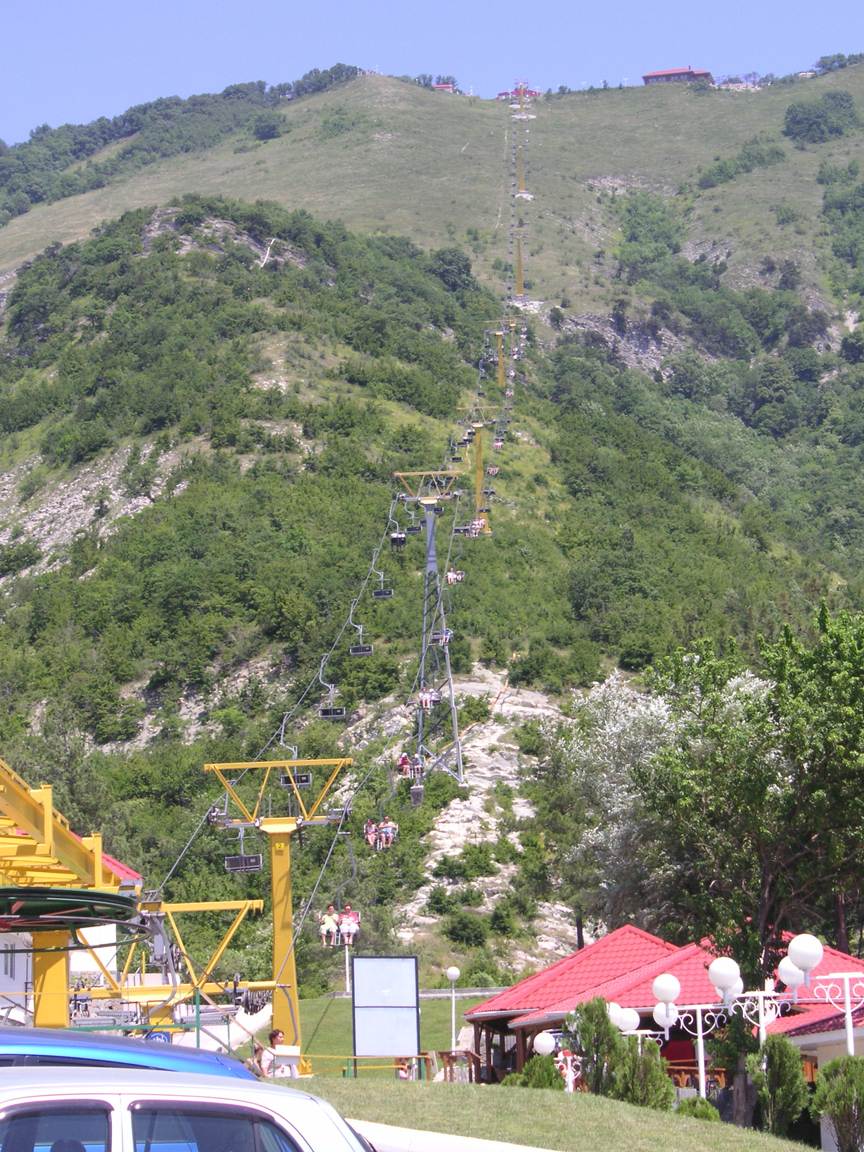
Канатная дорога на гребень хребта из Геленджика

Тянется вдоль побережья Чёрного моря на 90 км. В северной части Маркотх представляет собой пологий подъем севернее Новороссийска, затем тянется с северо-запада на юго-восток на 43 км параллельно Абраускому полуострову. Расположен на территориях, подчинённых городам Новороссийску и Геленджику Краснодарского края. Максимальная высота — 717 м (гора Совхозная (ранее Нако) к северо-западу от Кабардинки). Заканчивается обрывом к р. Адерба восточнее Геленджика.
Самая высокая точка Маркотхского хребта на территории Новороссийска — гора Сахарная голова (558 м), в пределах всей административно-территориальной единицы муниципальное образование город Новороссийск высшей точкой хребта является гора Маркотх (696 м).
На хребте находится памятник природы — Шесхарисское можжевёловое редколесье.
В определённой степени хребет защищает черноморское побережье России от вторжений больших масс холодного северного воздуха, но не настолько высок, чтобы препятствовать перемещению влажного черноморского воздуха через перевалы. Поэтому на черноморском побережье хребта господствует сухой средиземноморский климат, у северных отрогов — умеренный.
Массы холодного воздуха иногда преодолевают хребет, обрушиваясь на побережье холодными ветрами (бора).
Сложен Маркотхский хребет в основном осадочными породами мелового периода: песчаники, известняки, глины. Но основу хребта составляет мергель, идущий на изготовление цемента.
Как и крымские яйлы, вершина Маркотхского хребта относительно плоская, безлесая. По ней, а также по склонам хребта проложены грунтовыe дороги. На вершину хребта из Геленджика проложены 2 канатные дороги.
Хребет является важным объектом местного рекреационного туризма.